# Масловки
Масловките (Suillus) са род базидиеви гъби от семейство Масловкови (Suillaceae). Общите характеристики са жълт на цвят спорообразуващ слой под формата на тръбички, гугла, покрита с лепкава слуз (колкото по-мокро е времето, то толкова по-обилна е слузта) и бледо, меко месо. Растат до живи иглолистни дървета. Всеки вид расте под специфичен вид дърво, с което формира симбиоза.

## Списък на най-често срещани масловки в България
- обикновена масловка (S. luteus)
- зърнеста масловка (S. granulatus)
- кравешка масловка (S. bovinus)
- елегантна масловка (S. grevillei syn. S. elegans) – красива масловка
- напръскана масловка (S. variegatus)
- сибирска масловка (S. sibiricus)

## Събиране
Голяма част от масловките са добри ядливи гъби, но отстъпват на по-едрите ядливи манатарки по вкус. Това не означава, че гъбата, която сте намерили според гореописаните характеристики, става за ядене и не е отровна! Никога на разчитайте на Уикипедия за идентификации! Младите плодни тела, най-често на обикновената и зърнестата масловка, се събират от горски поляни в близост до дърветата домакини. Месото се реже за проверка наличието на ларви. Кожицата се обелва със сухи пръсти. Гъбите се готвят само след обелване. Нарязани могат също да се сушат.